# Lista de prêmios e indicações recebidos por Robin Williams
Esta é uma lista de prêmios e indicações recebidos por Robin Williams.
Robin Williams (1951–2014) foi um ator e comediante estadunidense que, ao longo de sua prestigiosa carreira, recebeu inúmeros prêmios e indicações, incluindo um Óscar de Melhor Ator por sua atuação em Good Will Hunting, de 1997. Também recebeu seis Prêmios Globo de Ouro e um Prêmio Cecil B. DeMille em 2005.

## Prêmios e indicações

### Óscar da Academia
| Ano  | Categoria               | Recipiente            | Resultado |
| ---- | ----------------------- | --------------------- | --------- |
| 1987 | Melhor Ator             | Good Morning, Vietnam | Indicado  |
| 1989 | Melhor Ator             | Dead Poets Society    | Indicado  |
| 1991 | Melhor Ator             | The Fisher King       | Indicado  |
| 1997 | Melhor Ator Coadjuvante | Good Will Hunting     | Venceu    |

### BAFTA
| Ano  | Categoria   | Recipiente            | Resultado |
| ---- | ----------- | --------------------- | --------- |
| 1988 | Melhor Ator | Good Morning, Vietnam | Indicado  |
| 1990 | Melhor Ator | Dead Poets Society    | Indicado  |

### Globo de Ouro
| Ano  | Categoria                                     | Recipiente            | Resultado |
| ---- | --------------------------------------------- | --------------------- | --------- |
| 1979 | Melhor Ator em Televisão - Comédia ou Musical | Mork & Mindy          | Venceu    |
| 1985 | Melhor Ator em Cinema - Comédia ou Musical    | Moscow on the Hudson  | Indicado  |
| 1988 | Melhor Ator em Cinema - Comédia ou Musical    | Good Morning, Vietnam | Venceu    |
| 1990 | Melhor Ator em Cinema - Drama                 | Dead Poets Society    | Indicado  |
| 1991 | Melhor Ator em Cinema - Drama                 | Awakenings            | Indicado  |
| 1992 | Melhor Ator em Cinema - Comédia ou Musical    | The Fisher King       | Venceu    |
| 1993 | Prêmio Especial por Desempenho Vocal          | Aladdin               | Venceu    |
| 1994 | Melhor Ator em Cinema - Comédia ou Musical    | Mrs. Doubtfire        | Venceu    |
| 1998 | Melhor Ator coadjuvante/secundário em cinema  | Good Will Hunting     | Indicado  |
| 1998 | Melhor Ator em Cinema - Comédia ou Musical    | Patch Adams           | Indicado  |
| 2005 | Prêmio Cecil B. DeMille                       |                       | Venceu    |

### MTV Movie Awards
| Ano  | Categoria                     | Recipiente     | Resultado |
| ---- | ----------------------------- | -------------- | --------- |
| 1993 | Melhor Performance de Comédia | Aladdin        | Venceu    |
| 1994 | Melhor Performance de Comédia | Mrs. Doubtfire | Venceu    |
| 1994 | Melhor Performance Masculina  | Mrs. Doubtfire | Indicado  |
| 1997 | Melhor Performance de Comédia | The Birdcage   | Indicado  |
| 1997 | Melhor Performance em Dupla   | The Birdcage   | Indicado  |

### Kid's Choice Awards
| Ano  | Categoria                | Recipiente       | Resultado |
| ---- | ------------------------ | ---------------- | --------- |
| 1992 | Ator Favorito de Cinema  | Hook             | Venceu    |
| 1994 | Ator Favorito de Cinema  | Mrs. Doubtfire   | Venceu    |
| 1996 | Ator Favorito de Cinema  | Jumanji          | Indicado  |
| 1997 | Ator Favorito de Cinema  | Jack             | Indicado  |
| 1998 | Ator Favorito de Cinema  | Flubber          | Indicado  |
| 2000 | Ator Favorito de Cinema  | Bicentennial Man | Indicado  |
| 2006 | Voz Favorita em Animação | Robots           | Indicado  |

### Prêmios Emmy do Primetime
| Ano  | Categoria                                        | Recipiente                                  | Resultado |
| ---- | ------------------------------------------------ | ------------------------------------------- | --------- |
| 1979 | Melhor Ator em Série de Comédia                  | Mork & Mindy                                | Indicado  |
| 1987 | Melhor Performance Individual                    | Carol, Carl, Whoopi and Robin               | Venceu    |
| 1988 | Melhor Performance Individual                    | ABC Presents A Royal Gala                   | Venceu    |
| 1994 | Melhor Ator Convidado em Série de Drama          | Homicide: Life on the Streets               | Indicado  |
| 1996 | Melhor Performance Individual                    | Comic Relief VII                            | Indicado  |
| 2003 | Melhor Performance Individual                    | Robin Williams: Live on Broadway            | Indicado  |
| 2008 | Melhor Ator Convidado em Série de Drama          | Law & Order: Special Victims Unit           | Indicado  |
| 2010 | Melhor Especial de Variedades, Música ou Comédia | Robin Williams: Weapons Of Self Destruction | Indicado  |
| 2014 | Prêmio Especial por Contribuição                 |                                             | Venceu    |

### Framboesa de Ouro
| Ano  | Categoria             | Recipiente       | Resultado |
| ---- | --------------------- | ---------------- | --------- |
| 2000 | Pior Ator             | Jakob the Liar   | Indicado  |
| 2000 | Pior Ator             | Bicentennial Man | Indicado  |
| 2003 | Pior Ator Coadjuvante | Death to Smoochy | Indicado  |